# El Noi del Sucre (banda)
El Noi del Sucre es una banda de punk-rock procedente de Utrera (Sevilla), España. Fue creada en el año 2009 y presenta una ideología anarquista. Es la continuación de Los Muertos de Cristo bajo otro nombre, pero con la idea de ser totalmente libres a la hora de componer, de cantar y de la lírica.

## Historia

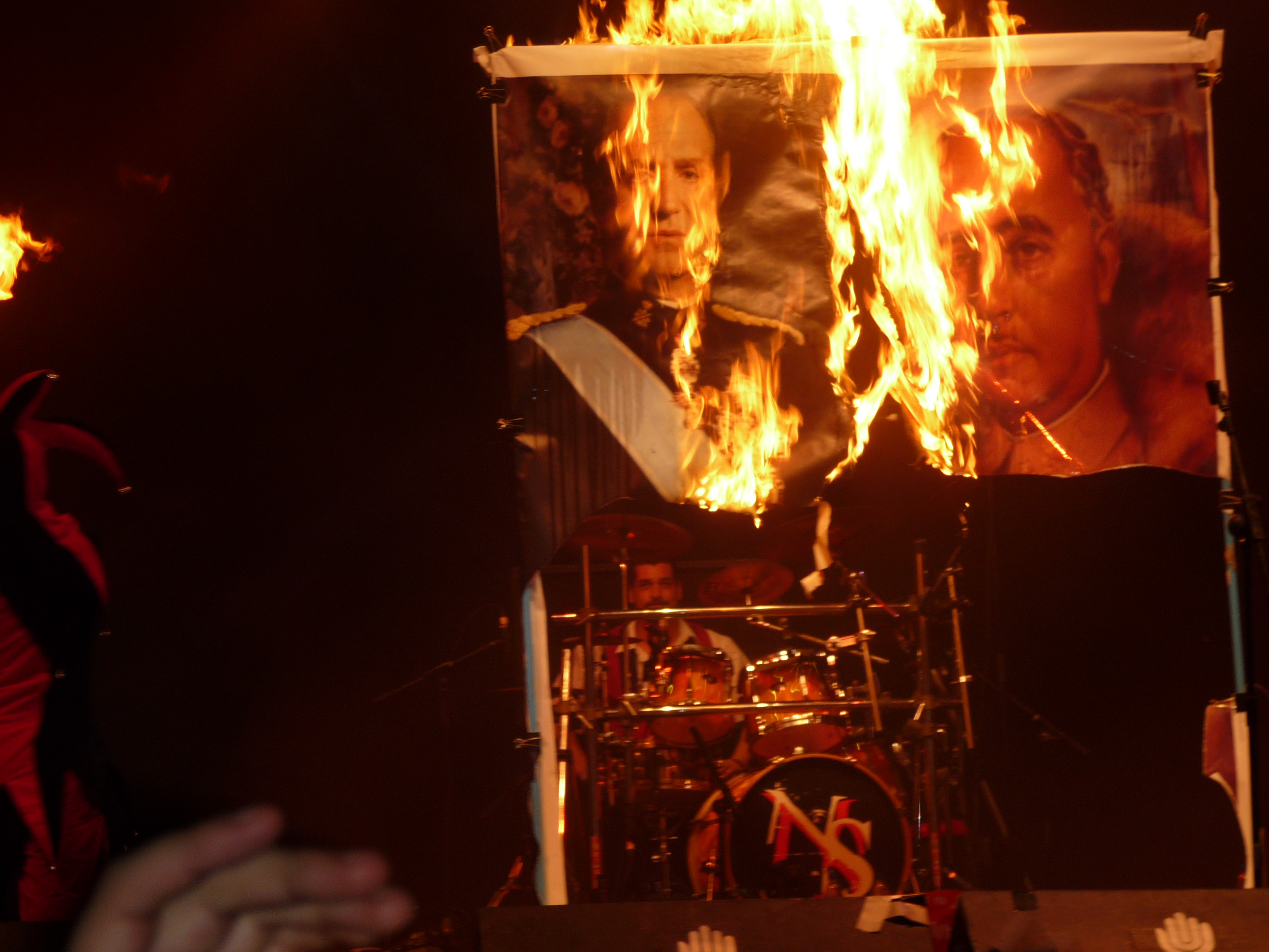
Actuación en Extremúsika 2009 quemando una imagen de Francisco Franco y el rey de España Juan Carlos I.

Los Muertos de Cristo (banda liderada por Lorenzo Morales, cantante del Noi del Sucre) tenían ya decidida en 2001 la creación de este nuevo grupo, siendo en su disco Bienvenidos al Infierno en el primero en el que se apodaba "El Noi", pero primero quería llevar a buen término lo que había planeado con su grupo de entonces.
En el festival BaituRock de Villarcayo de 2006 anunciaron que ya no actuarían más bajo ese nombre, aunque antes realizarían una gira de despedida que finalizó el 28 de junio de 2008 con un concierto en el Court Central del Estadio Nacional de Santiago de Chile.
Su presentación como El Noi del Sucre fue en el festival Extremúsika 2009, realizado en Mérida, España, donde su anterior grupo no pudo tocar en la edición anterior a causa del viento y la lluvia, por lo que como fin del ciclo anterior e inicio del nuevo interpretó un repertorio que recogía principalmente las canciones más populares de El Noi Del Sucre. Durante la actuación Lorenzo retiró un telón tras el cual había una foto del rey Juan Carlos I y otra de Francisco Franco, procediendo a romperlo y quemarlo, lo que ha conllevado polémica.
El 21 de junio de 2013, durante un concierto en las fiestas populares de Reus (Tarragona), el grupo repitió la acción de quemar dos fotos de gran tamaño del dictador Francisco Franco y del rey Juan Carlos I al terminar su actuación como acto reivindicativo. Dicho acto causó gran polémica y revuelo.

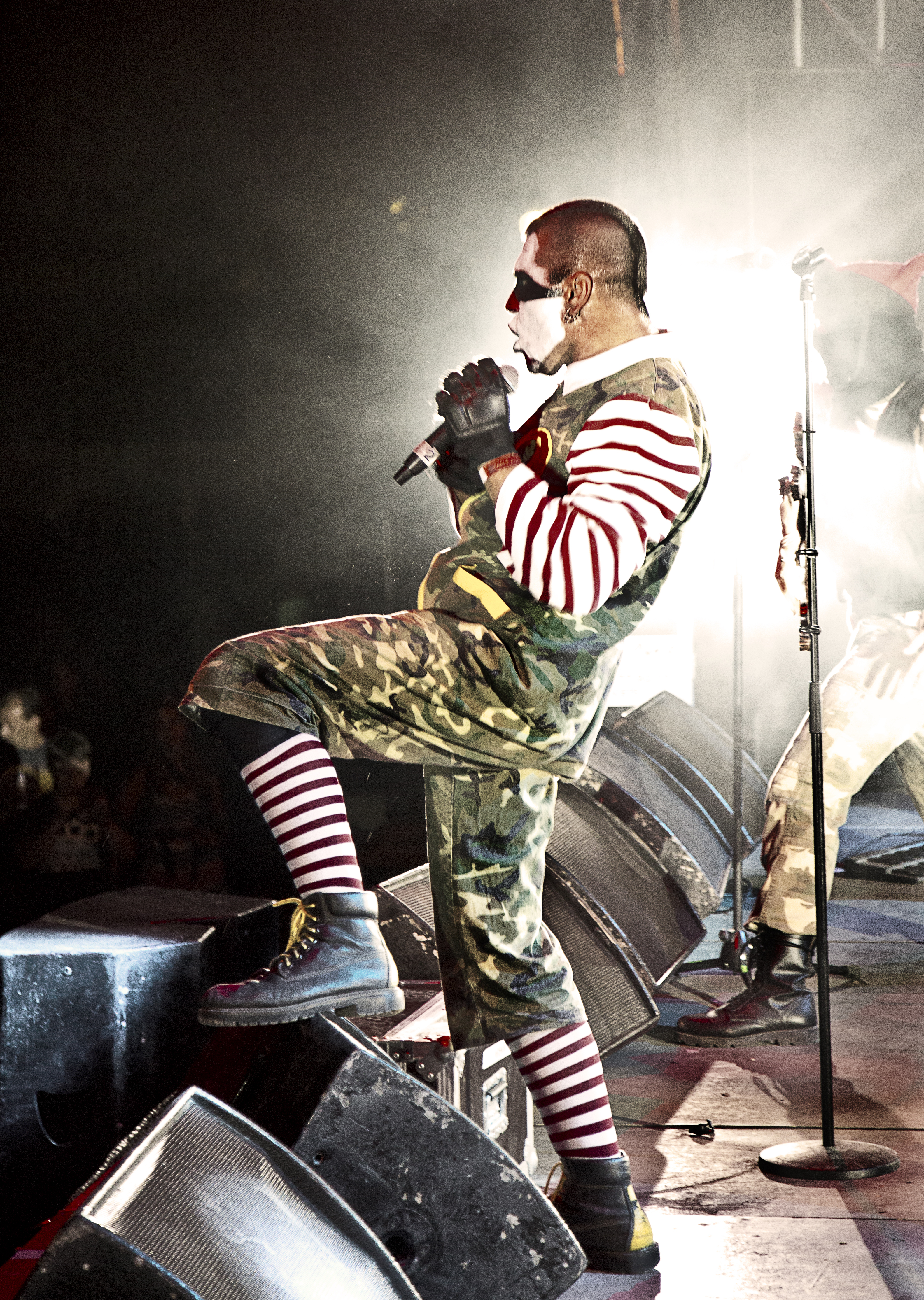
Actuación de El Noi del Sucre en el festival Marearock 2015

A finales de 2010 edita “A MI MANERA VOL.1” Durante el 2011 presenta sus nuevas canciones por diferentes ciudades del estado español, al mismo tiempo que prepara lo que será “A MI MANERA VOL.2”. Todo es autoproducido bajo su pequeña productora de nombre Odisea Records. El Noi del Sucre no se cataloga bajo ninguna etiqueta musical, bebiendo de todas las fuentes musicales.
El Noi del Sucre no solo genera canciones, también crea sus propios video-clips y cortometrajes, los cuales expone en sus conciertos. En mayo-junio de 2012 presenta su “A MI MANERA VOL.1” en México, donde recibe una gran aceptación por parte del público mexicano. También presenta el video “Luces sobre Bagdad” basado en una de sus últimas composiciones musicales.
En el mes de diciembre de 2013 lanzan a la calle su nueva obra A MI MANERA VOL.2, recibiendo en pocos días miles de descargas. En 2014 presenta la nueva obra en la gira de un mes en México y está resumida en un documental. 
En 2015 reeditó toda su discografía, libros Rapsodias libertarias 1, 2 y 3 y videos en un pack especial 25 años.
El 1 de agosto de 2016 salió a la calle su nueva obra A MI MANERA VOL. 3 "Utrera Calling" Y 4 "Que no calle el cantor"  grabada en directo el 5 de marzo de 2016 en la sala Palo Palo en la localidad de Marinaleda (Sevilla). La obra consta de 5 discos (3 CD y 2 DVD) más un nuevo libro.

## Origen del nombre
El cantante del grupo Lorenzo Morales eligió el nombre en honor al anarcosindicalista catalán Salvador Seguí, apodado El noi del sucre ("El chico del azúcar"), al sentirse identificado con él.
Salvador Seguí fue asesinado por pistoleros pagados por la patronal y la burguesía catalana el 10 de marzo de 1923 en Barcelona.

## Estilo
Su cantante siempre sale pintado y disfrazado. No tienen un estilo musical definido, pero si una base ideológica sólida.

## Miembros
- Lorenzo Morales "El Noi...": Voz principal.
- Rafa Sánchez: segunda voz y coros.
- Jesús Mosteiro "Mosti": Guitarra eléctrica y solista.
- Ignacio Gallego "Chino": Bajo y coros.
- Iván Cueto: Batería y percusión.
- Álvaro Moscoso: Piano y teclados.

## Discografía[5]
- A mi manera, volumen 1 (2010)
- A mi manera, volumen 2: Leyendas de un desconocido (2013)
- A mi manera, volumen 3: Utrera calling y 4: Que no calle el cantor (2016)
- A mi manera, vol. 5: La visión de los vencidos (En directo) (2023)